# Vicariato apostolico di Asmara

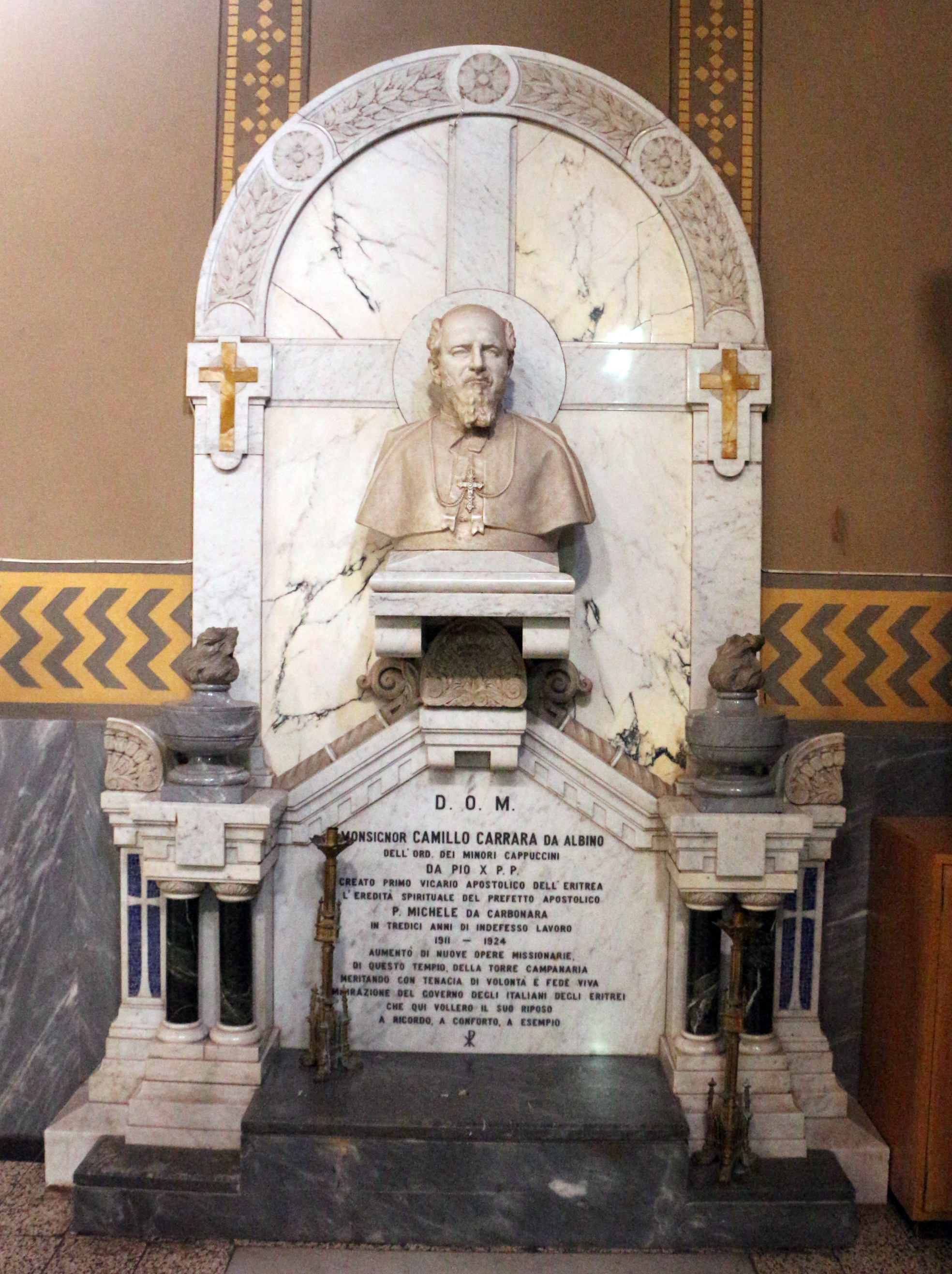
Tomba di Camillo Carrara, primo vicario apostolico dell'Eritrea, nella chiesa della Beata Vergine del Rosario di Asmara.

Il vicariato apostolico di Asmara (in latino: Vicariatus Apostolicus Asmarensis Latinorum) è una sede soppressa della Chiesa cattolica in Eritrea.

## Storia
La prefettura apostolica dell'Eritrea fu eretta il 13 settembre 1894 con il decreto Ut saluti animarum di Propaganda Fide, ricavandone il territorio dal vicariato apostolico d'Egitto (oggi vicariato apostolico di Alessandria d'Egitto); sede della nuova circoscrizione era la città di Keren, precedentemente sede del vicario apostolico dell'Abissinia, al quale fu permesso di restare ancora per breve tempo nella stessa città.
Il 7 febbraio 1911 la prefettura apostolica fu elevata a vicariato apostolico con il breve Ecclesiarum omnium di papa Pio X.
Il 7 marzo 1928 il vicariato apostolico fu sottoposto, con quello dell'Abissinia, alla giurisdizione del delegato apostolico (rappresentante pontificio) di Egitto e Arabia in forza del breve Romanorum Pontificum di papa Pio XI.
Il 4 luglio 1930 cedette la giurisdizione sui fedeli di rito etiope all'ordinariato di Eritrea (oggi arcieparchia di Asmara). In questo modo il vicariato apostolico di Eritrea mantenne la sua giurisdizione unicamente sui fedeli di rito latino.
Il 25 marzo 1937 ampliò il proprio territorio con la regione della Dancalia, già appartenuta al vicariato apostolico di Abissinia, contestualmente soppresso.
Il 25 luglio 1959 assunse il nome di vicariato apostolico di Asmara.
Il vicariato apostolico, che era vacante dal 12 giugno 1971, fu soppresso il 21 dicembre 1995 e i fedeli di rito latino furono affidati alle eparchie di rito etiope di Asmara, di Barentù e di Cheren.

## Cronotassi dei prefetti e dei vicari apostolici
- Michele Giuseppe Carbone, O.F.M.Cap. † (15 settembre 1894 - 24 giugno 1910 deceduto)
- Camillo Francesco Carrara, O.F.M.Cap.[4] † (dicembre 1910 - 15 giugno 1924 deceduto)
- Celestino Annibale Cattaneo, O.F.M.Cap.[5] † (24 marzo 1925 - 3 marzo 1936 dimesso)
- Giovanni C. Luigi Marinoni, O.F.M.Cap.[6] † (21 luglio 1936 - 12 agosto 1961 ritirato)
- Zenone Albino Testa, O.F.M.Cap.[7] † (12 agosto 1961 succeduto - 12 giugno 1971 dimesso)
  - Sede vacante (1971-1995)[8]

## Statistiche
La diocesi nel 1990 su una popolazione di 2.300.000 persone contava 29.622 battezzati, corrispondenti all'1,3% del totale.
| anno | popolazione | popolazione | popolazione | presbiteri | presbiteri | presbiteri | presbiteri                | diaconi | religiosi | religiosi | parrocchie |
| anno | battezzati  | totale      | %           | numero     | secolari   | regolari   | battezzati per presbitero | diaconi | uomini    | donne     | parrocchie |
| ---- | ----------- | ----------- | ----------- | ---------- | ---------- | ---------- | ------------------------- | ------- | --------- | --------- | ---------- |
| 1950 | 47.000      | 900.000     | 5,2         |            |            |            |                           |         | 86        | 261       | 11         |
| 1970 | 80.000      | 1.500.000   | 5,3         | 73         |            | 73         | 1.095                     |         | 95        | 397       |            |
| 1980 | 21.000      | 1.500.000   | 1,4         | 99         |            | 99         | 212                       |         | 172       | 356       | 19         |
| 1990 | 29.622      | 2.300.000   | 1,3         | 41         |            | 41         | 722                       |         | 56        | 120       | 19         |